# Antrenas
 Antrenas  es una población y comuna francesa, en la región de Languedoc-Rosellón, departamento de Lozère, en el distrito de Mende y cantón de Marvejols.

## Demografía
| 427 | 360 | 439 | 355 | 370 | 345 | 405 | 416 | 410 | 395 | 384 | 333 | 342 | 465 | 346 | 344 | 345 | 335 | 330 | 288 | 247 | 246 | 260 | 410 | 520 | 459 | 266 | 246 | 220 | 233 | 274 | 303 |
| Para los censos de 1962 a 1999 la población legal corresponde a la población sin duplicidades (Fuente: INSEE [Consultar]) |     |     |     |     |     |     |     |     |     |     |     |     |     |     |     |     |     |     |     |     |     |     |     |     |     |     |     |     |     |     |     |